# Tephrina melesignaria
Tephrina melesignaria är en fjärilsart som beskrevs av Paul Mabille 1880. Tephrina melesignaria ingår i släktet Tephrina och familjen mätare. Inga underarter finns listade i Catalogue of Life.